# 麥特·卡爾德
麥特·卡爾德（Matthew "Matt" Sheridan Cardle，1983年4月15日—）是英國的一位歌手、創作歌手和音樂人。卡爾德出生在英格蘭南普敦，成長在埃塞克斯郡Halstead。他是第七季《英國版X音素》的冠軍得主，並在奪冠之後發行了自己的首張單曲〈When We Collide〉。2011年，發布個人首張錄音室專輯《心靈信箋》。